# Lallaing
Lallaing é uma comuna francesa na região administrativa de Altos da França, no departamento do Norte. Estende-se por uma área de 5.99 km². Em 2010 a comuna tinha 6 335 habitantes (densidade: 1 057,6 hab./km²).